# Andrés de Melgar

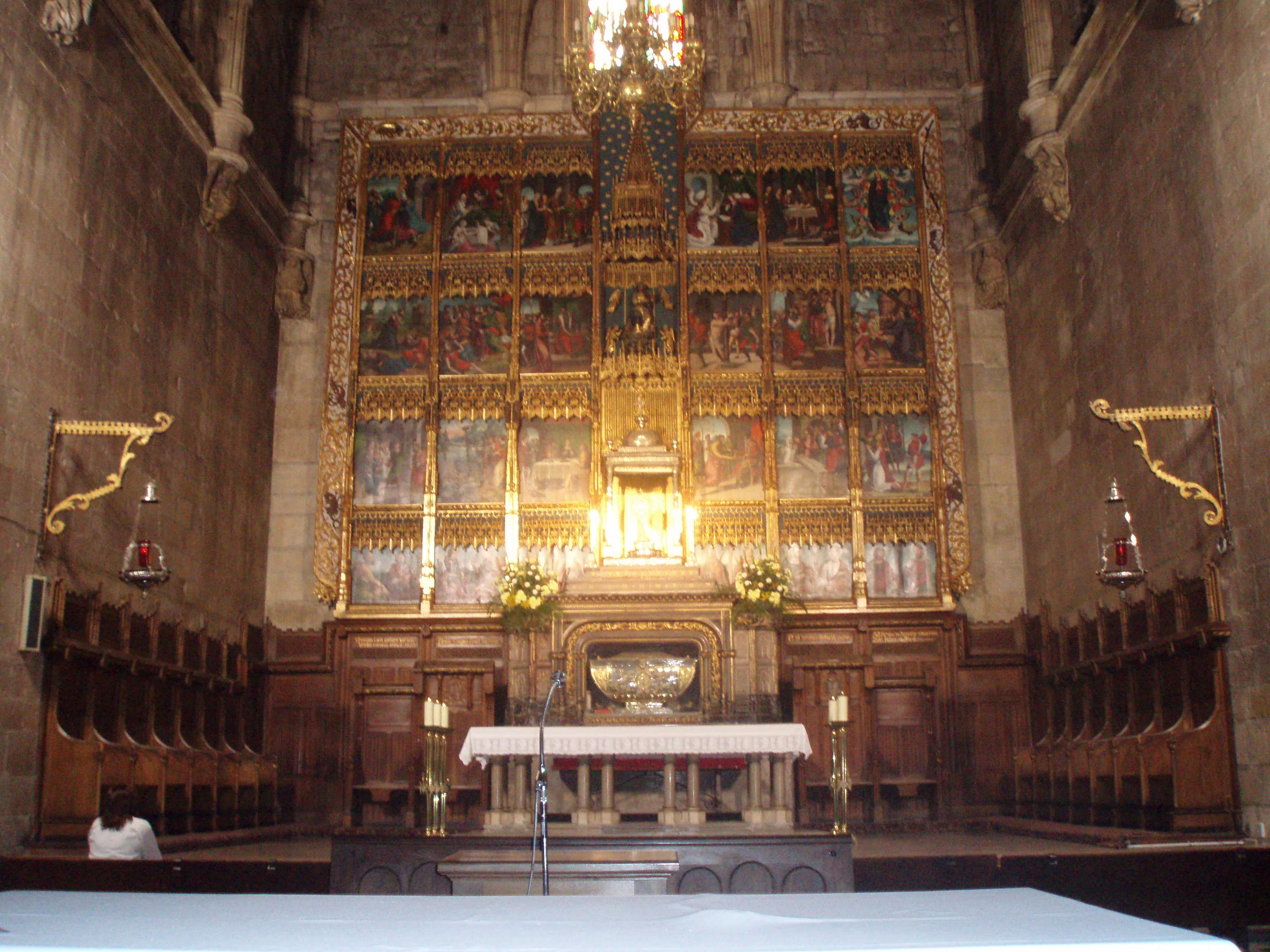
Retablo mayor de la iglesia de Pozuelo de la Orden, actualmente en la Colegiata de San Isidoro de León, formado por 24 tablas pintadas por Lorenzo de Ávila, Antonio Vázquez y Andrés de Melgar.

Andrés de Melgar (c. 1501-1554), fue un pintor renacentista español que desempeñó un papel clave en la difusión de los grutescos.

## Datos biográficos y obra conocida
En su declaración como testigo en 1526 en un pleito entablado por Alonso Berruguete a cuenta de las pinturas de las puertas de un tríptico que hizo para don Alonso Niño de Castro, merino mayor de Castilla, con destino a la iglesia de Nuestra Señora de San Lorenzo de Valladolid, Melgar declaró tener 24 o 25 años y conocer a Berruguete, de quien era oficial, desde hacía tres, habiendo vivido con él desde entonces y trabajado ocasionalmente en dichas puertas. Natural de Benavente, había pasado su infancia en Sahagún y allí debió de formarse antes de pasar a trabajar al servicio de Berruguete.
De 1528 a 1530 trabajó en el retablo de la localidad vallisoletana de Pozuelo de la Orden, traspasado a comienzos del siglo XX al presbiterio de la Colegiata de San Isidoro de León. El retablo, de mazonería aún gótica debida a un maestro Giralte, lo forman veinticuatro tablas de pintura que fueron atribuidas por Chandler R. Post a un Maestro de Pozuelo, cabeza de serie de un amplio número de obras cuyo centro geográfico se sitúa en la ciudad zamorana de Toro y que englobaría la obra de una serie de pintores posteriormente documentados como Lorenzo de Ávila o Francisco de Oña, que pudieron trabajar en colaboración, introduciendo en la zona el estilo de Juan de Borgoña junto con un superficial rafaelismo.
La documentación localizada posteriormente indica que los trabajos de pintura se repartieron entre Lorenzo de Ávila, afincado en Toro y a quien se podría identificar con el Maestro de Pozuelo creado por Post, y dos pintores vecinos de Valladolid: Antonio Vázquez, también seguidor de Borgoña, y Andrés de Melgar. Consta también por la documentación que algunas de ellas se hicieron en Valladolid. En lo que a la participación concreta de Melgar se refiere, se le han atribuido por su relación con Berruguete las que presentan un carácter más moderno, como las parejas de Apóstoles formadas por San Mateo y San Judas Tadeo y San Simón Zelotes y San Bartolomé, sin columna de separación entre ellos, a diferencia de lo que se ve en las cuatro tablas del apostolado restantes, o las escenas de la Oración del Huerto y el Prendimiento de Jesús en el segundo cuerpo, de figuras inestables y cierto alargamiento del canon.
Antes de estar definitivamente asentado y policromado este retablo, en 1630 Melgar se había establecido en Santo Domingo de la Calzada, donde ese mismo año contrajo matrimonio con María Díez de Tejada y un año después contrató las pinturas del retablo de Santo Domingo en su catedral junto con el pintor Alonso Gallego, procedente de Medina del Campo y asentado en Nájera desde fines del siglo XV hasta su muerte en 1546. Estas pinturas se encuentran actualmente en los muros exteriores del coro, en el lado de la Epístola las relativas a la vida de santo Domingo de la Calzada y en el trascoro las dedicadas a la Pasión.

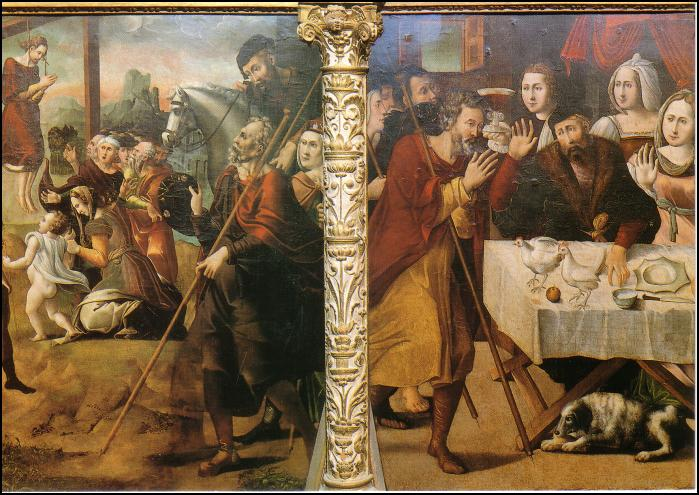
Leyenda de santo Domingo de la Calzada: milagros del ahorcado y del gallo y la gallina, Andrés de Melgar y Alonso Gallego, trascoro de la Catedral de Santo Domingo de la Calzada.

A partir de ellas se han atribuido a Melgar gran número de obras en retablos de La Rioja, llegándosele a identificar con el llamado Maestro de Támara por las tablas de un retablo al parecer procedente de la iglesia de San Hipólito en Támara (Palencia), algunas de ellas conservadas en el Museo Nacional de Arte de Cataluña. En este sentido, y por afinidad con las pinturas calceatenses, Moya Valgañón le atribuyó las tablas del retablo del Monasterio de Cañas, considerándole el mejor pintor activo en este momento en La Rioja. Pero posteriores intentos de delimitar lo que en las pinturas del coro de la catedral de Santo Domingo de la Calzada correspondía a Melgar y lo que pertenecía a Gallego, han llevado al propio Moya Valgañón a asignar a este último las obras antes atribuidas al Maestro de Támara así como las del monasterio de Santa María de Cañas, en las que nada berruguetesco se encuentra, siendo en todas ellas lo más notable la utilización de grabados de Lucas van Leyden, reservando para Melgar las obras de mayor carácter berruguetesco, como son los manieristas motivos figurativos estofados en el retablo de la catedral de Santo Domingo de la Calzada. 
En 1539 colaboró con Damián Forment en el retablo mayor de la catedral de Santo Domingo de la Calzada, obra de arquitectura y escultura en madera, encargándose de su policromado, en el que introdujo todo un repertorio de grutescos plenamente renacentistas y berruguetescos. La fuente directa para su inspiración podría ser la decoración del palacio de Francisco de los Cobos en Valladolid efectuada por Julio de Aquiles hacia 1531, que Melgar podría haber estudiado en 1540, cuando según la documentación se encontraba de vuelta en Valladolid tramitando su expediente de hidalguía. Este repertorio de grutescos es el que ha permitido, por otro lado, reconocer la mano de Andrés Melgar en los dibujos de grutescos del cuaderno de dibujos hispanos del Museo Metropolitano de Nueva York, y en algunos de los dibujos a plumilla y tinta sepia antes atribuidos a Alonso de Berruguete en el Álbum de Mendoza de la Fundación Lázaro Galdiano, conocido también como Libro de bocetos de Alonso de Berruguete, que contiene dibujos de caballos del maestro, grutescos de Julio de Aquiles y Andrés de Melgar, y entrelazos de un artista de calidad inferior.